# Эга (приток Изарко)
Эга (итал. Ega, нем. Eggen) — река в области Трентино-Альто-Адидже Итальянской Республики. 

## Описание
Водный поток в Доломитовых Альпах, левый приток Изарко, в который он впадает около Кардано. Долину реки пересекает до Понте-Нова большая Доломитовая дорога. Верхний участок заканчивается в Нова-Поненте и перевале Лавазе.